# 3. Klavierkonzert (Bartók)
Sein 3. Klavierkonzert (Sz 119, BB 127) schrieb Béla Bartók 1945. Es war sein Geburtstagsgeschenk an seine Frau, die Pianistin Ditta Pásztory-Bartók. Damit bildet es einen Kontrast zu seinen beiden ersten Klavierkonzerten (1926 und 1930/1931), die er vor allem für sich selbst komponiert hat.
Ursprünglich sollte Ditta Bartók das Konzert 1945 in den Vereinigten Staaten uraufführen, doch war sie nach dem Tod Béla Bartóks im September des selbigen Jahres nicht dazu in der Lage. Die Uraufführung fand am 8. Februar 1946 in Philadelphia unter Leitung von Eugene Ormandy statt; Solist war der Bartók-Schüler György Sándor.
Da das Konzert zum Zeitpunkt von Bartóks Tod noch unvollendet war, ergänzte Tibor Serly aufgrund der Skizzen des Komponisten die letzten 17 Takte. Ebenfalls fehlten im Finale sämtliche Tempoangaben und die meisten Spielanweisungen. 

## Zur Musik
Das Konzert unterscheidet sich stilistisch von dem ersten und dem virtuosen zweiten Klavierkonzert. Im Werk dominieren Dreiklänge und Terzvierklänge wie auch Quartakkorde. Die ab und zu auftretenden Dissonanzen werden zurückhaltend angewendet und eine Aggressivität oder Schärfe des Klangs wird vermieden. Die allgemeine Klangfarbe ist mild und pastoral, gleichzeitig aber auch frisch. Auch an die Traditionsmusik wird mehr angeknüpft als in den vorhergehenden Klavierkonzerten.
1. Allegretto – Das Klavier führt das unisono und im Abstand von zwei Oktaven gespielte erste Thema vor dem Hintergrund eines Ostinatos der Streicher ein. Die Melodie dieses Themas fußt auf dem E des mixolydischen Modus. Sie wird in den darauffolgenden Takten dichter chromatisiert, bleibt aber weiterhin deutlich tonal.
2. Adagio religioso
3. Allegro vivace